# Sybrinus commixtus
Sybrinus commixtus är en skalbaggsart som beskrevs av Charles Joseph Gahan 1900. Sybrinus commixtus ingår i släktet Sybrinus och familjen långhorningar. Inga underarter finns listade i Catalogue of Life.